# Reiner Cunz
Reiner Cunz (Marburgo, 12 aprile 1958) è uno storico e numismatico tedesco.

## Biografia
Reiner Cunz ha frequentato la scuola comprensiva di Kirchhain, una delle prime scuole ad applicare questa riforma pedagogica in Germania. Dopo lo studio di storia, geografia, latino, etnologia e pedagogia alla Philipps-Universität Marburg e un'attività di registrazione dei tesori monetari ritrovati in Assia, nel 1984 Cunz entrò in servizio nel Niedersächsisches Landesmuseum di Hannover. Nel 1994 ottenne il dottorato.
Con la sua posizione Cunz ricevette l'incarico di numismatico del Land della Bassa Sassonia. In questo ruolo, ha supervisionato il Gabinetto numismatico della Bassa Sassonia della Deutsche Bank di Hannover, che si è formato dalla ex collezione reale della casa Welfen, deposta dalla Prussia nel 1866, e lo ha organizzato in un Istituto. La Deutsche Bank si era garantita la collezione con l'acquisto, prima che andasse all'estero. Fu fatta circolare con una joint venture nella proprietà di Deutsche Bank sotto la supervisione scientifica da parte del Land.
Una mostra itinerante di questa collezione, con pezzi storici di denaro, dal titolo Vom Taler zur Mark (dal tallero al marco) fu presentata alla fine degli anni 1980 e negli anni 1990 in oltre 60 luoghi in tutta la Repubblica federale.
Quando la Deutsche Bank, nel loro nuovo approccio all'attività culturale, voleva separarsi dal gabinetto numismatico e era in dubbio quindi la permanenza ad Hannover, ci fu un vivace dibattito pubblico. Alla fine il Land della Bassa Sassonia acquistò la collezione per esporla ad Hannover, nel Niedersächsische Landesmuseum. La nuova esposizione permanente ideata da Cunz, Eine königliche Sammlung. Das neue Münzkabinett im Landesmuseum Hannover (Una collezione reale. Il nuovo gabinetto numismatico nel Landesmuseum di Hannover) è stata inaugurata il 3 settembre 2010.
Cunz dal 1984 è il rappresentante per la Bassa Sassonia nella Commissione numismatica dei Länder nella Repubblica federale di Germania, dal 1999 nella presidenza della Commissione, fino al 2011 primo presidente e da allora secondo presidente. 
Nel 2004 a Seul è stato eletto vicepresidente dell'ICOMON, (International Committee of Money and Banking Museum), una struttura dell'International Council of Museums (ICOM) e nel 2007 è stato confermato. Dal 1994 è stato cofondatore dell'ICOMON. Inoltre Cunz è membro ordinario della Braunschweigische Wissenschaftliche Gesellschaft (Società scientifica del Braunschweig) nella classe delle scienze umane e membro della Historische Kommission für Niedersachsen und Bremen.
Lo studio più rilevante nella ricerca di Cunz è la storia della moneta e del denaro del medio evo e dell'era moderna, specialmente nell'integrazione della numismatica nelle strutture della storia generale e della museologia. Già dalla sua tesi si è dedicato ad argomenti di storia della scienza e dell'organizzazione delle scienze. Tra le altre Cunz è stato responsabile per la XVII giornata tedesca di numismatica ad Hannover (1995).
Altri campi di ricerca comprendono altri temi vicini alla storia della moneta, come ad esempio le unioni monetarie, storia della tecnologia o la educazione museale.
Dal 1998 Cunz è docente di Numismatica presso la Georg-August-Universität Göttingen.
A Reiner Cunz è stato assegnato, nel settembre del 2010, l'Eligius-Preis della Deutschen Numismatischen Gesellschaft.

## Pubblicazioni (parte)
- Vom Taler zur Mark: Einführung in die Münz- und Geldgeschichte Nordwestdeutschlands von 1500 bis 1900, Hannover 1986, 5ª edizione, Hannover 1998.
- Curatore con Rainer Albert:  Wissenschaftsgeschichte der Numismatik. Beiträge zum 17. Deutschen Numismatikertag 3.-5. März 1995 (Schriftenreihe der Numismatischen Gesellschaft Speyer e. V. 36), Speyer 1995.
- Numismatik zwischen Haushistoriographie und fürstlicher Sammellust, dargestellt am Beispiel der Geschichte des ehemaligen Königlichen Münzkabinetts zu Hannover und seiner Betreuer, 1745-1945, Regenstauf 1997 (Numismatische Studien 11). ISSN 0469-2144.
- Curatore: CONCORDIA DITAT, 50 Jahre Numismatische Kommission der Länder in der Bundesrepublik Deutschland, 1950−2000, Hamburg 2000 (Numismatische Studien 13). ISBN 3-924861-37-4, ISSN 0469-2144.
- Curatore: Währungsunionen. Beiträge zur Geschichte überregionaler Münz- und Geldpolitik, Hamburg 2002 (= Numismatische Studien 15). ISBN 3-924861-58-7.
- Curatore: „Geld regiert die Welt“. Numismatik und Geldgeschichte, Grundsatzfragen interdisziplinär ; Beiträge aus Wissenschaftsgeschichte, Kunst- und Kulturgeschichte sowie Wirtschaftsgeschichte, Braunschweig 2004 (Carl-Friedrich-Gauß-Kolloquium 2003). ISBN 3-934656-14-5.
- Curatore con Rainer Polley e Andreas Röpcke: Fundamenta Historiae, Geschichte im Spiegel der Numismatik und ihrer Nachbarwissenschaften, Festschrift für Niklot Klüßendorf zum 60. Geburtstag am 10. Februar 2004, Neustadt a. d. Aisch 2004 (= Veröffentlichungen der urgeschichtlichen Sammlungen des Landesmuseums zu Hannover 51). ISBN 3-87707-624-6.
- Curatore: „Money and Identity. Lectures about History, Design, and Museology of Money“, Hannover 2007. ISBN 978-3-87707-731-3.
- Curatore con Claus-Artur Scheier: Macht und Geld im Mittelalter, Forschungen zu Norbert Kamps Moneta Regis, Gedenkkolloquium der Braunschweigischen Wissenschaftlichen Gesellschaft und der Akademie der Wissenschaften zu Göttingen im Senatssitzungssaal der Technischen Universität Carolo-Wilhelmina zu Braunschweig am Freitag, 8. Juni 2007, Braunschweig 2008 (Abhandlungen der Braunschweigischen Wissenschaftlichen Gesellschaft 58). ISBN 978-3-934656-25-3.
- Curatore con Ulf Dräger e Monika Lücke: Interdisziplinäre Tagung zur Geschichte der neuzeitlichen Metallgeldproduktion. Projektberichte und Forschungsergebnisse. Beiträge zur Tagung in Stolberg (Harz) im April 2006, 2 voll., Braunschweig 2008 (Abhandlungen der Braunschweigischen Wissenschaftlichen Gesellschaft 59-60). ISBN 978-3-87707-744-3; 978-3-87707-752-8.

| Controllo di autorità | VIAF (EN) 12446329 · ISNI (EN) 0000 0001 1437 997X · LCCN (EN) n97065591 · GND (DE) 118017578 · BNF (FR) cb13181094t (data) |